# Navy Blues (album)
Pour les articles homonymes, voir Navy Blues.
Albums de Sloan
One Chord to Another
(1996) Between the Bridges
(1999)
Navy Blues est le quatrième album du groupe de rock canadien Sloan (c'est aussi le titre de six différents films). Paru sur le label Murderecords en 1998, il est un peu plus rock que les précédents albums, s'inspirant plus du rock des années 1970 (Badfinger) tout en conservant leur goût pour les mélodies Beatles-esques. L'album contient leur chanson la plus populaire à ce jour : 'Money City Maniacs' (utilisée pour une publicité à l'époque au Canada): énorme hit au Canada en 1998 et encore après.

## Titres
Toutes les chansons sont de Sloan.
1. She Says What She Means – 3:01
2. C'mon C'mon (We're Gonna Get It Started) – 3:30
3. Iggy and Angus – 2:49
4. Sinking Ships – 4:57
5. Keep On Thinkin' – 2:32
6. Money City Maniacs – 3:53
7. Seems So Heavy – 4:08
8. Chester the Molester – 3:14
9. Stand By Me, Yeah – 3:19
10. Suppose They Close The Door – 3:45
11. On the Horizon – 4:06
12. I Wanna Thank You – 3:58
13. I'm Not Through With You Yet – 3:15

B-sides
- Work Cut Out (Bonus sur le cd japonais)
- Out To Lunch (Bonus sur le cd japonais)
- Keep On Thinkin' (acoustique) (She Says What She Means promo)

Singles tirés de l'album Navy Blues
- Money City Maniacs (1998)
- She Says What She Means (1998)
- Keep On Thinkin (1998)